# Gelgaudiškis
Gelgaudiškis (ryska: Гелгаудишкис) är en ort i Litauen. Den ligger i den centrala delen av landet, 150 km väster om huvudstaden Vilnius. Gelgaudiškis ligger 31 meter över havet och antalet invånare är 1 839.
Terrängen runt Gelgaudiškis är platt. Runt Gelgaudiškis är det ganska glesbefolkat, med 43 invånare per kvadratkilometer. Närmaste större samhälle är Jurbarkas, 13,3 km väster om Gelgaudiškis. Trakten runt Gelgaudiškis består till största delen av jordbruksmark.